# 幕別町運動公園野球場
幕別町運動公園野球場（まくべつちょううんどうこうえんやきゅうじょう）は、北海道中川郡幕別町の運動公園内にある野球場。 

## プロ野球開催実績
ファーム（イースタン・リーグ）
- 2012年7月28日 北海道日本ハムファイターズ 3-2 東北楽天イーグルス（観衆2,233人）[1]

## 施設概要
- 面積：-㎡
- 両翼：93m　中堅：122m[2]
- 内野：土　外野：芝[3]
- 収容人員：4,310人[3]
- 照明：6基[2]
- スコアボード：